# Letališče Tivat
Letališče Tivat (IATA: TIV, ICAO: LYTV) je mednarodno letališče v Črni gori, ki pretežno oskrbuje črnogorsko primorje. Leži tri kilometre južno od Tivata in ima asfaltno vzletno-pristajalno stezo, dolžine 2500 metrov. Steza poteka v smeri tivatskega polja.
Je manjše od dveh mednarodnih letališč v Črni gori, največ prometa pa se na njem odvije med poletno sezono, ko je zaradi turistične sezone najbolj obremenjeno. 80 % vsega prometa ustvari med majem in septembrom. 

## Zgodovina
Letališče je bilo odprto 30. maja 1957, ob odprtju pa je imelo travnato vzletno-pristajalno stezo v dolžini 1200 m, potniški terminal in kontrolni stolp. Sprva je bilo letališče za notranje lete z linijami iz Beograda, Zagreba in Skopja. Lete na teh linijah je izvajal JAT z letali Douglas DC-3 in Iljušin Il-14.
Med letoma 1968 in 1971 je bilo letališče posodobljeno in povečano. Uradna otvoritev prenovljenega letališča je bila 25. septembra 1971. Vzletno-pristajalna steza je bila asfaltirana in podaljšana na 2500 metrov, v širino pa je merila 45 metrov. Povečane so bile tudi letališke kapacitete, kontrolni stolp pa je bil moderniziran. Po potresu leta 1979 je bilo letališče ponovno povečano in posodobljeno.
23. aprila 2003 je bilo lastništvo z družbe JAT prenešeno na družbo Airports of Montenegro, javni podjetje v lasti vlade Črne gore. Leta 2006 je bil prenovljen potniški terminal.
Zadnja prenova potniškega terminala je bila končana leta 2018, kljub povečanju pa je v poletni sezoni infrastruktura še vedno nezadostna.

## Statistika
| Leto | Število potnikov | Sprememba |
| ---- | ---------------- | --------- |
| 2005 | 377.013          |           |
| 2006 | 451.289          | 20%       |
| 2007 | 573.914          | 27%       |
| 2008 | 570.636          | 1%        |
| 2009 | 532.080          | 7%        |
| 2010 | 541.870          | 2%        |
| 2011 | 647.184          | 19%       |
| 2012 | 725.412          | 12%       |
| 2013 | 868.343          | 20%       |
| 2014 | 910.264          | 5%        |
| 2015 | 895.050          | 2%        |
| 2016 | 979.432          | 10%       |
| 2017 | 1.129.720        | 15%       |
| 2018 | 1.245.999        | 10%       |
| 2019 | 1.367.282        | 10%       |
| 2020 | 189.815          | 86%       |
| 2021 | 671.333          | 254%      |
| 2022 | 652.711          | 3%        |
| 2023 | 848.188          | 30%       |
| 2024 | 1.124.203        | 32%       |